# Mario Melchiot
Mario Melchiot (nacido el 4 de noviembre de 1976 en Ámsterdam) es un exfutbolista de los Países Bajos que jugó en el Ajax Ámsterdam de la Eredivisie y en varios clubes europeos.

## Biografía
Comenzó su carrera futbolística en el Ajax Ámsterdam y se mantuvo en este club durante tres temporadas ganando el título de liga en 1998 y la Copa KNVB en el año 1998 y 1999. Bajo la ley Bosman, se fue al Chelsea en el verano de 1999, donde ganó la FA Cup en el año 2000. 
Después firmó con el Birmingham City por dos años de contrato. Hizo su debut con el empate a uno ante el Portsmouth. Su último partido con el Birmingham fue el 7 de mayo de 2006, después de disputar 56 partidos y anotar dos goles.
En agosto de 2006, se unió al Stade Rennais por un año e hizo su debut en el empate a uno ante el AS Monaco. Disputó 30 partidos de liga y marcó dos goles. Al término de su contrato volvió a Inglaterra, al Wigan Athletic en el que ha jugado 31 partidos sin anotar un solo gol.
Tras tres temporadas en Wigan, en junio de 2010 firmó con el Umm-Salal catarí.

## Selección nacional
Hizo su debut con la selección el 11 de octubre de 2000 en la derrota por 2 a 0 ante la selección de Portugal que era clasificatoria para la Copa Mundial de Fútbol.

### Participaciones en Eurocopas
| Eurocopa      | Sede            | Resultado        |
| ------------- | --------------- | ---------------- |
| Eurocopa 2008 | Austria y Suiza | Cuartos de final |